# Benoît Tréluyer
Benoît Tréluyer (Alençon, 7 dicembre 1976) è un ex pilota automobilistico francese, tre volte vincitore della 24 Ore di Le Mans (2011, 2012 e 2014) con l'Audi, insieme il costruttore tedesco ha vinto anche il Campionato del mondo endurance 2012.
In Giappone ha vinto la Formula Nippon nel 2006 e il Super GT nel 2008.

## Carriera
Dopo un esordio nel mondo dei motori con le moto, è passato ai kart nel 1990. Il debutto nell'automobilismo avviene con la Formula Campus nel 1995, dopo essere stato finalista del volante Elf-A.C.O. nel 1994. Accede poi al campionato francese di Formula Renault (stagioni 1996 e 1997). Coglie la prima vittoria a Le Mans col team RenCar.
Nel 1998 passa al campionato di F3 francese con la scuderia Signature, cogliendo vittoria e pole position a Nogaro. Vince poi il Gran Premio di Pau di Formula 3, che riunisce i migliori piloti del continente, e termina la stagione terzo nel campionato nazionale.
Tréluyer non riesce, nonostante i risultati, a passare in Formula 3000. Di conseguenza, decide di andare a correre in Giappone. Dal 2000 corre nel campionato nipponico di F3 con il team Inging, campionato che vince l'anno seguente con la Dome. Corre, nello stesso anno, anche nel Super GT, sempre per la Dome, in tre gare, al volante di una Honda NSX.
Nel 2002 passa alla Formula Nippon. Vicecampione nel 2003, conquista il titolo nel 2006. Nel 2007, Tréluyer è nuovamente vicecampione, a un punto dal suo compagno di scuderia, Tsugio Matsuda.
Come molti altri piloti della Formula Nippon, Tréluyer continua a disputare il Super GT. Pilota ufficiale Nissan dal 2002, nel 2006 si aggiudica la 1000 km di Suzuka (in equipaggio con Jérémie Dufour e Kazuki Hoshino), la prova più prestigiosa della stagione.
Nel 2008, Tréluyer, assieme a Satoshi Motoyama, vince il campionato Super GT con una Nissan GT-R del team Nismo. Tréluyer e Motoyama si aggiudicano la serie con tre vittorie su nove gare.
Durante la 24 Ore di Le Mans 2009, Tréluyer è stato coinvolto in un incidente con la sua Peugeot 908 HDi FAP del team Pescarolo Sport. Il pilota è stato trasportato al centro medico del circuito e poi dimesso.
Nel 2010 passa ad Audi piazzandosi secondo nella 24 Ore di Le Mans con l'Audi R15 plus e l'anno seguente, il 2011, raggiunge la vittoria nella 24 Ore di Le Mans con Audi R18 TDI. Tale vittoria viene bissata da Tréluyer nel 2012 con l'Audi R18 e-tron quattro, affiancato come nelle due edizioni precedenti da André Lotterer e Marcel Fässler. Lui e suoi compagni sono anche i primi ad aver vinto il titolo piloti del nuovo mondiale Endurance, il WEC, sempre nel 2012.
Dopo aver concluso la 24 Ore di Le Mans 2013 con un povero quinto posto, torna a vincere nel 2014 con gli stessi compagni di squadra.
Il francese ha partecipato anche alla 24 Ore di Le Mans 2015 cogliendo la terza piazza, e alla 24 Ore di Le Mans 2016 chiudendo in quarta posizione.
Gli impegni in endurance sono proseguiti nel Campionato Italiano GT che lo ha visto trionfare nella tappa di Imola del 2017 e in quella del Mugello nel 2018.

## Risultati

### Campionato Francese Formula Renault
(legenda) (Le gare in grassetto indicano la pole) (Le gare in corsivo indicano il giro veloce)
| Anno | Team   | Vettura | Motore  | 1      | 2     | 3      | 4    | 5       | 6     | 7    | 8   | 9    | 10   | 11     | 12   | Punti | Pos. |
| ---- | ------ | ------- | ------- | ------ | ----- | ------ | ---- | ------- | ----- | ---- | --- | ---- | ---- | ------ | ---- | ----- | ---- |
| 1996 | RenCar | Tatuus  | Renault | PLR NP | LMS95 | NOG107 | LED6 | MAG1626 | PAUNP | VDV2 | CHA | ALB8 | LMS9 | VDV713 | MAG2 | 51    | 10º  |

### Campionato Francese Formula 3[1]
| Anno | Team           | Vettura     | Motore | 1       | 2       | 3     | 4       | 5        | 6    | 7        | 8       | 9       | 10     | Punti | Pos. |
| ---- | -------------- | ----------- | ------ | ------- | ------- | ----- | ------- | -------- | ---- | -------- | ------- | ------- | ------ | ----- | ---- |
| 1998 | Signature Team | Dallara 396 | FIAT   | LED1018 | NOG7114 | MAG76 | DJO5DNF | PAU19DNF | AUV5 | VDV6 DNF | PLR6DNF | ALB4DNF | LMS810 | 68    | 10º  |

### 24 Ore di Le Mans
| Anno | Co-piloti                   | Squadra                                 | Vettura                 | Classe | Giri | Pos. Assol. | Pos. di Classe |
| ---- | --------------------------- | --------------------------------------- | ----------------------- | ------ | ---- | ----------- | -------------- |
| 2002 | Equipe de France FFSA Oreca | Jonathan Cochet Jean-Philippe Belloc    | Chrysler Viper GTS-R    | GTS    | 326  | 14°         | 3°             |
| 2004 | Pescarolo Sport             | Soheil Ayari Érik Comas                 | Pescarolo C60-Judd      | LMP1   | 361  | 4°          | 4°             |
| 2007 | Pescarolo Sport             | Harold Primat Christophe Tinseau        | Pescarolo 01-Judd       | LMP1   | 325  | 13°         | 6°             |
| 2008 | Pescarolo Sport             | Christophe Tinseau Harold Primat        | Pescarolo 01-Judd       | LMP1   | 362  | 7°          | 7°             |
| 2009 | Pescarolo Sport             | Simon Pagenaud Jean-Christophe Boullion | Peugeot 908 HDi FAP     | LMP1   | 210  | DNF         | DNF            |
| 2010 | Audi Sport Team Joest       | Marcel Fässler André Lotterer           | Audi R15 TDI plus       | LMP1   | 396  | 2°          | 2°             |
| 2011 | Audi Sport Team Joest       | Marcel Fässler André Lotterer           | Audi R18 TDI            | LMP1   | 355  | 1°          | 1°             |
| 2012 | Audi Sport Team Joest       | Marcel Fässler André Lotterer           | Audi R18 e-tron quattro | LMP1   | 378  | 1°          | 1°             |
| 2013 | Audi Sport Team Joest       | Marcel Fässler André Lotterer           | Audi R18 e-tron quattro | LMP1   | 338  | 5°          | 5°             |
| 2014 | Audi Sport Team Joest       | Marcel Fässler André Lotterer           | Audi R18 e-tron quattro | LMP1-H | 379  | 1°          | 1°             |
| 2015 | Audi Sport Team Joest       | Marcel Fässler André Lotterer           | Audi R18 e-tron quattro | LMP1   | 393  | 3°          | 3°             |
| 2016 | Audi Sport Team Joest       | Marcel Fässler André Lotterer           | Audi R18                | LMP1   | 367  | 4°          | 4°             |

## Altre vittorie
- 2017: Primo classificato Campionato Italiano Gran Turismo (gara di Imola)
- 2018: Primo classificato Campionato Italiano Gran Turismo (gara del Mugello)